# Taurini

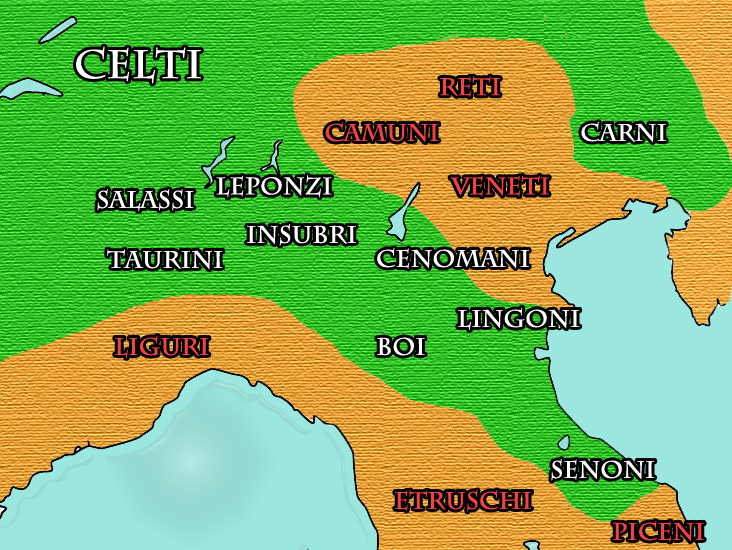
Volkeren van Gallia Cisalpina 391-192 v.Chr.

De Taurini waren oud Gallisch-Ligurisch volk dat in de hogere vallei van de rivier Po, in het centrum van het huidige Piëmont, leefde.

## Naam
Het woord Taurini betekent "bergbewoner", waarschijnlijk van het Keltische Taur of Tor, "hoge berg".

## Geschiedenis
De Taurini waren het autochtone volk van wat nu het huidige Torino (Turijn), Keltisch en Ligurisch in oorsprong, waarschijnlijk van de Oostenrijkse Hallstattcultuur waaruit alle Keltische volken afstammen, die zich vreedzaam samenvoegden met de Ligurische volken.
In 218 v.Chr. tijdens de Tweede Punische Oorlog weigerden ze een verbond aan te gaan met Hannibal, omdat deze eerder al in een alliantie met de Insubres was getreden, waarna Hannibal de Taurini aanviel. De Taurini en de Insubres waren reeds lange tijd aartsvijanden. Hannibal had een troepenmacht van 30.000 tot 40.000 man, plus 100 gepantserde krijgsolifanten, nodig om in drie dagen en nachten van vechten tegen de 3.800 strijders van de Taurini uiteindelijk als overwinnaar uit de strijd te komen. Er wordt geschat dat Hannibal zo'n 11.000 troepen en 17 krijgsolifanten verloor in het gevecht. Hannibal was zodanig tot razernij gebracht door het verlies aan troepen, en bezorgd dat de omliggende volken aangemoedigd zouden zijn om vergelijkbare weerstand te bieden, dat hij de slachting van de gehele stam beval, met uitzondering van een paar gevangenen om een voorbeeld te stellen en een duidelijk signaal te sturen naar eenieder die overwoog om een alliantie met hem te weerstaan. Het effect was overtuigend en de omliggende stammen lieten Hannibal vrije doorgang zonder enige weerstand.
Als volk worden zij slechts zelden genoemd in de geschiedenis. Het wordt aangenomen dat een Romeinse kolonie in 27 v.Chr. gesticht werd onder de naam Castra Taurinorum, later Julia Augusta Taurinorum (huidig Turijn). Zowel Livius (v. 34) als Strabo (iv. p. 209) spreken over het land van de Taurini alsof het een van de passen van de Alpen omvat, wat wijst op een bredere toepassing van de naam in vroegere tijden.
Gallia Cisalpina:
Anares · Beluni · Boii · Carni · Caturiges · Cenomani · Ceutrones · Insubres · Lepontii · Libici · Lingones · Nerusi · Salassi · Segusani · Suetri · Taurini · Vedianti

Gallia Transalpina:
Aedui · Albici · Allobroges · Ambarri · Ambiani · Andecavi · Arecomici · Atrebati · Aulerci Cenomani · Aulerci Diablintes · Aulerci Eburovices · Arverni · Baiocasses · Bellovaci · Bituriges Cubi · Bituriges Vivisci · Cadurci · Caleti · Carnutes · Catalauni · Caturiges · Cavares · Cenomani · Centrones · Cetrones · Commoni · Condrusi · Coriosolitae · Durocasses · Eciates · Eleuteti · Gabali · Garocelli · Geidumni · Grudii · Helvetii · Helvii · Lemovices · Leuci · Levaci · Lexovii · Lingones · Mandubii · Mediomatrici · Medulli · Menapii · Morini · Namnetes · Nantuates · Nerviërs · Nitiobriges · Osismii · Parisii · Petrocorii · Pictones · Pleumoxii · Redones · Remi · Ruteni · Salluviërs · Santones · Segni · Segovellauni · Segusiavi · Senones · Sequani · Silvanectes · Sordones · Suessiones · Tectosages · Tigurini ·  Tougener · Treveri · Tricasses · Tricastini · Turones ·  Veliocasses · Vellavi · Venelli · Veneti · Viducasses · Viromandui · Vocontii · Volcae Arecomici · Volcae Tectosages · Vivisci